# Orchies
Orchies – miejscowość i gmina we Francji, w regionie Hauts-de-France, w departamencie Nord.
Według danych na rok 1990 gminę zamieszkiwało 6945 osób, a gęstość zaludnienia wynosiła 636 osób/km² (wśród 1549 gmin regionu Nord-Pas-de-Calais Orchies plasuje się na 127. miejscu pod względem liczby ludności, natomiast pod względem powierzchni na miejscu 273.).
W październiku 1914 roku, w czasie I wojny światowej, miasto zostało zrównane z ziemią przez wojska niemieckie.

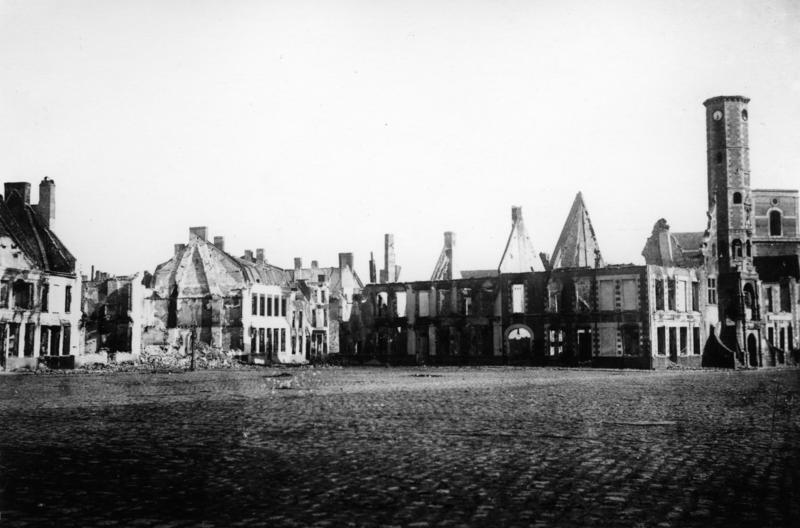
Zniszczone w 1914 Orchies